# ঝ়
Cette page contient des caractères spéciaux ou non latins. S’ils s’affichent mal (▯, ?, etc.), consultez la page d’aide Unicode.
ঝ়, appelé ja et transcrit j, est une consonne de l’alphasyllabaire bengali utilisée dans certains ouvrages linguistiques bengalis. Elle est formée d’un ja ‹ ঝ › avec un point souscrit.

## Utilisation
Dans certains ouvrages linguistiques bengalis, ja représente une consonne fricative palato-alvéolaire voisée [ʒ] et est utilisée dans la transcription de mots étrangers avec cette consonne comme par exemple dans le dictionnaire bengali de Gyanendramohan Das.

## Représentations informatiques
Ses caractères Unicode sont, :
| formes | représentations | chaînes de caractères | points de code       | descriptions                                                       |
| ------ | --------------- | --------------------- | -------------------- | ------------------------------------------------------------------ |
| pleine | ঝ়               | ঝ়                     | U+099D U+09BC        | lettre bengali jha, symbole bengali noukta                         |
| morte  | ঝ়्               | ঝ়◌्                    | U+099D U+09BC U+094D | lettre bengali jha, symbole bengali noukta, symbole bengali virama |